# Directo'90
Directo'90  es el nombre del primer álbum en vivo grabado por el cantautor español Miguel Bosé durante su presentación en el estadio Palau Sant Jordi en Barcelona, España el 20 de octubre de 1990. Fue lanzado al mercado el 24 de mayo de 1991 en España, tiempo después se lanzó en Panamá y 1 mes después en el resto de Latinoamérica y el cual recopila sus éxitos más sonados de sus últimos cuatro discos.  El álbum refleja su concierto de cierre de su gira Los chicos no lloran Tour realizada durante 1990 en el  Palau Sant Jordi de Barcelona.

## Lista de canciones
| Directo'90 |                         |          |  |
| N.º        | Título                  | Duración |  |
| 1.         | «Introducción»          | 1:08     |  |
| 2.         | «Senza di te»           | 4:39     |  |
| 3.         | «Nena»                  | 4:51     |  |
| 4.         | «Salamandra»            | 3:59     |  |
| 5.         | «Si te cuentan que caí» | 5:12     |  |
| 6.         | «Como un lobo»          | 4:39     |  |
| 7.         | «Amante bandido»        | 6:19     |  |
| 8.         | «Sevilla»               | 5:03     |  |
| 9.         | «Los chicos no lloran»  | 3:44     |  |
| 10.        | «Bambú»                 | 5:01     |  |
| 11.        | «Aire soy»              | 4:20     |  |
| 12.        | «Manos vacías»          | 4:29     |  |
| 13.        | «Te amaré»              | 3:28     |  |
| 14.        | «Hojas secas»           | 4:00     |  |
| 15.        | «Duende»                | 4:47     |  |
| 16.        | «Partisano»             | 8:08     |  |
| 1:13:59    |                         |          |  |

## Créditos de realización
- Coros: Edith Salazar, Javier Catalá, Javier Quílez, Juan Giralt, Rubén Dantas (Gracias a Andrea Bronston por sus ideas en los coros).
- Voz solista en «Hojas secas»: Mikel Erentxun, por cortesía de Grabaciones Accidentales, S.A.
- Bajo: Javier Quílez
- Batería: Erik Franklin
- Guitarra: Javier Catalá
- Teclados: Edith Salazar, Juan Giralt
- Mezclas: Peter Wals
- Asistente de mezclas: Daniel Sánchez
- Percusiones: Rubén Dantas
- Productor: Miguel Bosé
- Grabación: Javier Uranga, Jose Angel Doray, Juan Vinader
- Fotografías: Adolfo Virseda (de las Ilustraciones), Carlos Somontes, Fernando Moreno, Juan Picca, Kim Teixidor
- Edición: Peter Walsh, Tito Saavedra
- Diseño: AD Agencia De Diseño, Paco Moreno
- Grabado en Directo en el "Palau San Jordi" de Barcelona, el 20 de octubre de 1990.
- Mezclado en los estudios Eurosonic
- Editado en Deltaphon con Audioframe
- Miguel Bosé Management Toy-Box, S.L.